# Versus the World (gruppo musicale)
I Versus the World sono una band pop punk proveniente da Santa Barbara.
Hanno pubblicato il loro primo album omonimo nel settembre 2005, seguito nel 2012 al loro secondo album Drink. Sing. Live. Love.. La canzone Forgive Me è stata inserita nella colonna sonora del videogioco per PlayStation 2 WWE SmackDown vs. Raw 2007.

## Discografia

### Album in studio
- 2005 – Versus the World
- 2012 – Drink. Sing. Live. Love.
- 2015 – Homesick/Roadsick
- 2023 – The Bastards Live Forever